# ソビエト連邦軍
ソビエト社会主義共和国連邦軍（ソビエトしゃかいしゅぎきょうわこくれんぽうぐん、ロシア語：Вооружённые силы Союза Советских Социалистических Республик、略称:ВС СССР(ヴェーエスエスエスエスエル)）は、ソビエト連邦（ソ連）が保有していた軍隊である。通常は略してソビエト連邦軍またはソ連軍と呼ばれる。ラテン文字でBC CCCPと書くのは誤り。

## 歴史
前身である赤軍は、国軍ではなくソビエト連邦共産党の軍隊であった。第二次世界大戦終結後の1946年2月25日に、赤軍からソビエト連邦軍へと名称を変更し、名実ともにソビエト連邦の国軍となる。冷戦期には東側諸国に駐留することにより各国政府に軍事的圧力を加え続け、ハンガリー動乱・プラハの春では、軍事介入によって東欧の民主化を阻んだ。しかし1991年12月26日、ソ連崩壊により解散し、ロシア連邦軍を始めとする各国軍に分割された。衛星国への駐留軍は、ソビエト連邦の崩壊後に段階的に撤退し、1994年8月30日の旧東ドイツの駐屯地からの撤退を最後に東側諸国からの撤退が完了した。

## 軍事ドクトリン
マルクス・レーニン主義思想に基づく軍事ドクトリンがソ連軍の根底にある。1945年からスターリン主義の時代では、第二次世界大戦の戦訓が重視されていたが、1953年から1958年の移行期においては、核兵器開発に力を入れるようになり、核戦力と通常戦力を組み合わせたものになっていった。ソ連軍には陸海空軍の軍種別の戦略が策定されることはなく、統合的な戦略が策定される仕組みになっていた。

## 機構
ソ連の軍事組織は基本的に、地上軍（陸軍）、海軍、空軍、防空軍、戦略ロケット軍の五軍種から構成されるが、国家保安委員会、内務省にも準軍事組織・特殊部隊を編成して維持していた。ソ連軍の最高司令官はソビエト連邦共産党書記長であり、書記長は軍事だけでなく、経済などあらゆる政治的な権限を持っていた。党書記長は国防会議の議長も兼ねていた。
戦時では国防会議は中央軍事会議となり、ソ連軍の指揮監督を担当し、平時では軍事戦略を策定した。中央軍事会議を構成したのは党書記長、国防大臣、3人の第一国防次官、10人の国防次官、軍事科学局長、5軍種の各総司令官、民間防衛長官、鉄道建設長官、後方長官、装備担当国防次官、監察総監であったと考えられている。（民間防衛長官以下の6人は推考も含まれる）
中央軍事会議の下には参謀本部があり、5軍種は参謀本部を通じて国防大臣の指揮監督を受けていた。ソ連の参謀本部は10局をもっており、作戦、情報、編成・動員、軍事科学、通信、地誌、装備、暗号、軍事援助、ワルシャワ条約機構をそれぞれが担当していた。またこれに合わせて、政治本部、科学技術委員会、海軍担当次長で構成された。平時は中央軍事会議と国防大臣の指揮を受け、作戦の立案や軍事行動の調整の業務を行った。
参謀本部は、艦隊、防空管区、地上軍軍管区などの作戦部隊に指令を伝達した。作戦部隊は作戦行動については参謀本部の指揮下におかれて運用された。ソ連軍は伝統的な陸海空軍だけでなく戦略ロケット軍、国土防空軍が編成されており、特に戦略ロケット軍は核兵器やミサイルなどの兵器を保有していたことから重視されていた。

### 5軍種
- ソ連地上軍
- ソ連海軍
  - ソ連海軍航空隊
- ソ連空軍
  - ソ連陸軍航空隊
- 国土防空軍
- 戦略ロケット軍（戦略ミサイル軍）

### 軍事行政単位
ソ連軍は、16個軍管区（Военный округ）に分かれていた。

ソ連の軍管区（1989年）

- モスクワ軍管区
- レニングラード軍管区
- 北カフカーズ軍管区
- 沿ヴォルガ軍管区（英語版）
- ウラル軍管区（英語版）
- シベリア軍管区
- バイカル軍管区
- 極東軍管区
- バルト軍管区
- 白ロシア軍管区
- 沿カルパチア軍管区
- キエフ軍管区
- オデッサ軍管区（英語版）
- カフカス軍管区
- トルキスタン軍管区
- 中央アジア軍管区（英語版）

## 戦歴
戦歴、特に非公式に参加したものは、「ベテランに関する」連邦法別表「ロシア連邦市民が参加した戦闘行動の国家、都市、領土及び実施期間のリスト」を参考にした。

### 公式に参加したもの
- ハンガリー動乱（1956年）
- チェコ事件（1968年）
- 中ソ国境紛争（1969年）
- アフガニスタン侵攻（1979年 - 1989年）

### 非公式に参加したもの
冷戦時代、ソ連は世界各国の共産主義政権、民族運動を支援するために極秘裏に軍事介入していた。アメリカ側も、戦争のエスカレーションを避けるために公式の場では言及しなかった。
括弧内の期間は、ソ連の介入期間であり、実際の戦争の期間とは異なる。
- 朝鮮戦争（1950年 - 1953年）：中国領内の基地から。
- ベトナム戦争（1961年 - 1974年）：ベトナム、ラオス。南シナ海でのSIGINT
- アルジェリア戦争（1962年 - 1964年）
- 北イエメン内戦（1962年 - 1963年）
- モザンビーク（1967年 - 1969年）
- 第三次中東戦争（1967年）：シリア、エジプト
- カンボジア内戦（1970年）
- バングラデシュ（1972年 - 1973年）：海軍のみ
- 第四次中東戦争（1973年）：シリア、エジプト
- アンゴラ内戦（1975年 - 1979年）
- エチオピア（1977年 - 1979年）
- レバノン内戦（1982年）
- 血の日曜日事件 (リトアニア)（1991年）